# 陶爾鎮區 (北達科他州卡斯縣)
陶爾鎮區（英語：Tower Township）是位於美國北達科他州卡斯縣的一個鎮區。

## 地方資料
陶爾鎮區的面積為89.51平方千米，當中陸地面積為89.50平方千米，而水域面積為0.01平方千米。根據2020年美國人口普查的數據，當地共有人口117人，而人口密度為每平方千米1.31人。